# باران (فیلم ۲۰۰۴)
باران 
(به تلوگویی: Varsham) و (به انگلیسی: Rain) فیلمی هندی محصول سال ۲۰۰۴ و به کارگردانی سبحان است. در این فیلم بازیگرانی همچون پرابهاس، تریشا، گوپیچاند و پراکاش راج ایفای نقش کرده‌اند.